# Кицын, Алексей Иванович
Алексей Иванович Кицын (род. 17 марта 1965, Новокузнецк, Кемеровская область) — советский и российский хоккеист, защитник. Заслуженный тренер России (2014).

## Биография
Воспитанник новокузнецког «Металлурга». В сезонах 1979/80 и 1981/82 провёл 10 матчей за команду во второй лиге. Бронзовый призёр юношеских первенств СССР (1980, 1982) в составе «Металлурга». В 1982—1984 годах был в составе московского «Динамо», победитель молодёжного первенства СССР-1984. 11 сезонов (1984/85 — 1994/95) выступал за «Металлург».
Победитель юниорского чемпионата Европы 1983 года.
С 1995 года — тренер в ДЮСШОР «Металлург». Окончил Высшую школу тренеров Государственного университета физической культуры им. Лесгафта (2007).
Среди воспитанников — Сергей Бобровский, Илья Сорокин, Никита Камалов, Владислав Подъяпольский
Главный тренер междуреченского «Вымпела» (2018/19, Юниорская хоккейная лига).
Сыновья Кирилл и Максим также хоккеисты.